# Віннікова Анастасія Ігорівна
Анастасі́я І́горівна Ві́ннікова — (біл. Анастасія Віннікава) — білоруська співачка з Дзержинська, Білорусь. Вона представляла Білорусь на Євробаченні 2011 з піснею «I Love Belarus» («Я люблю Білорусь»). Цікаво, що спочатку для виступу була обрана пісня «I am Belarusian», яка раніше називалася «Born in Bielorussia» і надалі був змінений її текст. Проте, з огляду на те, що раніше пісня вже виконувалась в травні 2010 року, вона була замінена, оскільке це суперечить правилам Євробачення). Анастасія виграла національний відбір за допомогою голосування національного журі (з результатом 73 бали). Співачка виступила в другому півфіналі конкурсу, але до фіналу не пройшла  .

## Біографія
Анастасія Віннікова народилася 15 квітня 1991 року в Дзержинську, Мінської області. Почала співати вже в 3 роки, в дитячому саду. У 5 років продовжила займатися співом в міському Будинку культури. З дитинства брала участь у численних конкурсах і фестивалях, серед яких і телевізійний дитячий конкурс «Всі ми родом з дитинства». Закінчила у Дзержинську музичну школу по класу «фортепіано» і «хорове відділення». Середню загальноосвітню школу Анастасія закінчила із золотою медаллю, після чого вступила на перекладацький факультет Мінський державний лінгвістичний університет, де сьогодні і навчається.
Займалася вокалом з Тетяною Глазуновою, працювала з Василем Раінчіком. Пісні співачці писав білоруський автор Євген Олійник. За час співпраці було написано п'ять композицій. Анастасія брала участь в проектах ОНТ — «Естрадний коктейль» і двічі на «Музичному суді».
2009 року вона стала фіналісткою конкурсу «Белазавскій акорд». Перший виступ на професійній сцені — на відкритті «Мінськ-Арена». 2010 року виступала на урочистому прийомі з участю президента Республіки Білорусь Олександра Лукашенка у Палаці Республіки, присвячений новорічним святам.
Спочатку пісня, з якою збиралася їхати Анастасія на Євробачення — «Народжена в Білорусі», не підійшла за правилами конкурсу, так як її ролик уже демонструвався. Саме з цією піснею Анастасія виступала на «Музичному суді-3». І пісню переробили спеціально для конкурсу.